# Camptomyia spinifera
Camptomyia spinifera är en tvåvingeart som beskrevs av Boris Mamaev 1961. Camptomyia spinifera ingår i släktet Camptomyia och familjen gallmyggor. Arten är reproducerande i Sverige. Inga underarter finns listade i Catalogue of Life.